# Ljubljanski velesejem
Ljubljanski velesejem je bivši razstavni prostor na področju današnjega parka Tivolija, ki je obstajal med letoma 1921 in 1955. To je bila prva in s tem najstarejša ustanova te vrste v takratni Kraljevini Jugoslaviji.

## Zgodovina
Na trikotnem prostoru med Gosposvetsko, Lattermannovim in Lipovim drevoredom (oz. današnjim zahodnim zidom kopališča Ilirija, Celovško cesto in parkom Tivoli) so leta 1921 postavili Ljubljanski velesejem. Razstavne paviljone je v letu 1920/21 projektiral arhitekt Josip Costaperaria; do jeseni 1921 so zgradili pet večjih in okoli 20 manjših razstavnih paviljonov. Prvo leto je tako sejem obsegal okoli 25.000 kvadratnih metrov površine, nato pa je naslednje leto mesto  dalo v najem še 13.000 kvadratnih metrov ob drugi strani Lattermannovega drevoreda; na novi površini je Costaperaria postavil dva velika paviljona, restavracijski paviljon in vinotoč. Leta 1925 je Državni higienski zavod v Ljubljani v enem od teh dveh paviljonov postavil higiensko razstavo, ki je obstajala do leta 1932, ko je paviljon zadela strela in je pogorel. Leta 1930 so zgradili še dva nova velika paviljona, tako da je njihovo število naraslo na 10; bila sta prva paviljona, ki nista bila začasna, ampak so pri gradnji uporabili tudi beton in cement.
Leta 1939 je Vinko Glanz izdelal načrt za trajnostno ureditev sejmišča. Načrtov niso uresničili zaradi izbruha 2.svetovne vojne leta 1941. Pred drugo svetovno vojno so tu organizirali več sejmov: (Ljubljanski mednarodni vzorčni velesejem) oz. več razstav: mednarodna razstava radia in telekomunikacij, razstava umetnin na Ljubljanskem velesejmu, Slovenska moderna umetnost, Razstava slovenskega novinarstva, mednarodna razstava umetniške fotografije, ... Med vojno so prostor zasedli okupacijski vojaki (sprva Italijani, nato pa Nemci) in tu vzpostavili vojašnico ter intendantsko službo za ljubljanski garnizion. 11. novembra 1944 so vojaški kompleks napadla zavezniška letala in pri tem uničila tudi skladišče nafte.
Leta 1955 se je Ljubljanski velesejem preselil iz Šiške na današnje Gospodarsko razstavišče.